# Debbie Armstrong
Debra Rae Armstrong (conocida como Debbie Armstrong; Salem, 6 de diciembre de 1963) es una deportista estadounidense que compitió en esquí alpino.
Participó en dos Juegos Olímpicos de Invierno, en los años 1984 y 1988, obteniendo una medalla de oro en Sarajevo 1984, en la prueba de eslalon gigante.
Estudió Historia en la Universidad de Nuevo México. Se retiró de la competición al final de la temporada de 1988. Posteriormente, trabajó como directora de un centro de esquí alpino en la localidad de Steamboat Springs.

## Palmarés internacional
| Juegos Olímpicos | Juegos Olímpicos      | Juegos Olímpicos | Juegos Olímpicos |
| Año              | Lugar                 | Medalla          | Prueba           |
| ---------------- | --------------------- | ---------------- | ---------------- |
| 1984             | Sarajevo (Yugoslavia) | Medalla de oro   | Eslalon gigante  |